# Eleições legislativas em Macau em 2005
As eleições legislativas de 2005, a segunda vez a realizar este tipo de eleições na RAEM (a primeira vez foi no ano de 2001), foram bastante participativas, com 128.830 votantes (num total de 220.653 eleitores recenseados), dos quais 660 votaram em branco e 3272 foram declarados nulos. Tiveram lugar no dia 25 de Setembro de 2005 e tinha o objectivo de eleger 22 deputados à Assembleia Legislativa de Macau (num total de 29 deputados), sendo 10 eleitos por sufrágio indirecto (isto é, por dirigentes das organizações ou associações locais representativas dos interesses dos vários sectores da sociedade que adquiriram personalidade jurídica há, pelo menos, três anos, e que foram oficialmente registadas e regularmente recenseadas) e 12 por sufrágio universal directo (isto é, por todos os cidadãos eleitores recenseados, residentes permanentemente e maiores de 18 anos). Os restantes 7 deputados à Assembleia Legislativa não eram eleitos, mas sim nomeados pelo Chefe do Executivo de Macau.

## Regra da atribuição de mandatos
Nas eleições legislativas da RAEM, "em ambos os sufrágios, a conversão dos votos em mandatos faz-se de acordo com o número de votos obtido por cada candidatura, dividido sucessivamente por 1, 2, 4, 8 e demais potências de 2, até ao número de mandatos a distribuir, sendo os quocientes alinhados pela ordem decrescente da sua grandeza numa série de tantos termos quantos os mandatos. Havendo um mandato para distribuir e sendo os termos seguintes da série iguais e de candidaturas diferentes, o mandato cabe à candidatura que ainda não tiver obtido qualquer mandato ou, se tal se não verificar, à candidatura que tiver obtido maior número de votos. Verificando-se empate no número de votos obtidos por duas ou mais candidaturas, é o mandato distribuído por sorteio. Dentro de cada candidatura os mandatos são conferidos aos candidatos segundo a respectiva ordem de precedência na lista.".

## Resultados

### No sufrágio directo
Nestas eleições, existiu mais candidatos do que os 12 lugares reservados para os deputados eleitos por sufrágio directo, havendo por isso uma maior concorrência e participação da população (verificada quer no número significativo de candidatos quer no grande número de eleitores que foram votar) nestas eleições legislativas, revelando assim que a população em geral de Macau está a tornar-se mais participativa e activa na política, se bem que ainda longe dos padrões das sociedades democráticas ocidentais.
Na lista a seguir, estão os resultados obtidos pelas 18 listas que concorreram nas eleições directas de 2005:
| Número | Lista                                                               | Plataforma principal | Votos  | %      | Mandatos | Deputados                           |
| ------ | ------------------------------------------------------------------- | --- | ------ | ------ | -------- | ----------------------------------- |
| 1      | Por Macau                                                           | Comunidade macaense/portuguesa | 892    | 0,71   | 0        |                                     |
| 2      | Um Novo Vigor Para Macau (UNVM)                                     | Profissionais liberais e pró-democrata (moderado)                                                                                                  | 448    | 0,36   | 0        |                                     |
| 3      | Associação Novo Macau Democrático (ANMD)                            | Pró-democrata | 23.489 | 18,81% | 2        | António Ng Kuok Cheong e Au Kam San |
| 4      | Associação do Activismo para a Democracia (AAD)                     | Pró-democrata (radical) | 655    | 0,52%  | 0        |                                     |
| 5      | Nova Juventude de Macau (NJM)                                       | Pró-Pequim | 3058   | 2,45%  | 0        |                                     |
| 6      | União dos Operários (UO)                                            | Movimento operário católico e pró-democrata | 457    | 0,37%  | 0        |                                     |
| 7      | União Promotora para o Progresso (UPP)                              | Tradicional (pró-Pequim); União Geral das Associações dos Moradores de Macau ("Kai Fong"); Associação Geral das Mulheres de Macau                  | 11989  | 9,60%  | 2        | Leong Heng Teng e Iong Weng Ian     |
| 8      | União Para o Bem Querer de Macau (UBM)                              | Pró-empresarial | 8529   | 6,83%  | 1        | Fong Chi Keong                      |
| 9      | Aliança para o Desenvolvimento de Macau (AMD)                       | Sector do jogo (STDM) e pró-empresarial | 11642  | 9,32%  | 1        | Angela Leong On Kei                 |
| 10     | Associação para a Democracia e Bem Estar de Macau (ADBSM)           | Pró-democrata | 4358   | 3,49%  | 0        |                                     |
| 11     | Associação Visão de Macau (AVM)                                     | Pró-empresarial | 1974   | 1,58%  | 0        |                                     |
| 12     | União dos Trabalhadores dos Jogos de Fortuna e Azar de Macau (UTJM) | Trabalhadores do sector do jogo | 921    | 0,74%  | 0        |                                     |
| 13     | Convergência para o Desenvolvimento de Macau (CODEM)                | Pró-empresarial | 6081   | 4,87%  | 1        | David Chow Kam Fai                  |
| 14     | União para o Desenvolvimento (UPD)                                  | Tradicional (pró-Pequim); Federação das Associações dos Operários de Macau (interesses laborais)                                                   | 16596  | 13,29% | 2        | Kwan Tsui Hang e Leong Iok Wa       |
| 15     | Associação de Apoio à Comunidade e Proximidade do Povo (AACPP)      | Assuntos comunitários e sociais (baseada na Doutrina Social da Igreja Católica)                                                                    | 2943   | 2,36%  | 0        |                                     |
| 16     | Nova Esperança (NE)                                                 | Funcionários públicos (Associação dos Trabalhadores da Função Pública de Macau), direitos laborais, pró-democrata e comunidade macaense/portuguesa | 9974   | 7,99%  | 1        | José Maria Pereira Coutinho         |
| 17     | Associação Direitos dos Cidadãos (ADDC)                             | Pró-Pequim | 191    | 0,15%  | 0        |                                     |
| 18     | Associação dos Cidadãos Unidos de Macau (ACUM)                      | Sector do jogo, pró-empresarial e comunidade originária de Fujian                                                                                  | 20701  | 16,57% | 2        | Chan Meng Kam e Ung Choi Kun        |

### No sufrágio indirecto
No sufrágio indirecto, o sistema eleitoral reserva 4 lugares para o sector dos interesses empresariais, 2 para o sector dos interesses laborais, outros 2 para o sector dos interesses profissionais e os restantes 2 para o sector dos interesses assistenciais, culturais, educacionais e desportivos.
Como nestas eleições por sufrágio indirecto só havia em cada um destes sectores de interesses considerados mais "importantes" da sociedade uma lista única de candidatos a deputados, todos eles acabaram por ser eleitos, não havendo por isso grande concorrência neste tipo de eleições.
Na lista a seguir, estão mencionados os 10 deputados eleitos indirectamente e as listas únicas que eles integraram:
- União dos Interesses Empresariais de Macau - 4 deputados (Susana Chou, Kou Hoi In, Cheang Chi Keong e Ho Teng Iat), em representação do sector empresarial.

- Comissão Conjunta da Candidatura das Associações de Empregados (apoiada pela Federação das Associações dos Operários de Macau) - 2 deputados (Lau Cheok Va e Lee Chong Cheng), em representação do sector laboral.

- União dos Interesses Profissionais de Macau - 2 deputados (Chui Sai Cheong e Leonel Alberto Alves), em representação do sector profissional.

- Associação União Cultural e Desportiva Excelente - 2 deputados (Vitor Cheung Lup Kwan e Chan Chak Mo), em representação do sector assistencial, cultural, educacional e desportivo.

## Nomeações feitas pelo Chefe do Executivo
Os restantes 7 deputados foram nomeados pelo Chefe do Executivo de Macau, no dia 10 de Outubro de 2005, completando assim a nova composição da Assembleia Legislativa para a legislatura de 2005-2009. Os 7 deputados nomeados foram:
- Lei Pui Lam;
- Sam Chan Io;
- Tsui Wai Kwan;
- José Chui Sai Peng;
- Philip Xavier;
- Ieong Tou Hong;
- Lao Pun Lap.

## Críticas às eleições
Muitos duvidam e criticam a transparência e a honestidade das eleições porque foram registadas muitos casos de compra de votos e de outros actos corruptos pelo Comissariado contra a Corrupção da RAEM, nomeadamente nas eleições de sufrágio directo.